# Euro Luiz Arantes
Euro Luiz Arantes (Ubá, 7 de março de 1927 - ? )  foi um advogado, jornalista e político brasileiro.
Foi o criador do Jornal "O Binômio-Sombra e Água Fresca" (1951) - junto com seu colega José Maria Rabelo, uma espécie de sátira crítica ao programa de governo do presidente Juscelino Kubitschek de Oliveira, "Binômio-Energia e Transporte". Conhecidos jornalistas trabalharam no "Binômio", entre eles, Fernando Gabeira, que foi gerente da sucursal de Juiz de Fora; Henfil; Ziraldo; Roberto Drummond; Guy de Almeida; Ponce de Leon e Borjalo. O jornal também tinha como um dos colaboradores Carlos Drummond de Andrade.
Filiado à UDN, Euro Luiz Arantes também foi deputado estadual por Minas Gerais na Legislatura de 1959-1963.